# شیمی خاک رس
شیمی خاک رُس زیر شاخه کاربردی در شیمی است که ساختارهای شیمیایی، خواص و واکنش‌های موجود در رُس و کانی‌های رس را مطالعه می‌کند. در شیمی خاک رس، مفاهیم مربوط به شیمی معدنی و ساختاری، شیمی فیزیکی، شیمی مواد، شیمی تحلیلی، شیمی آلی، کانی‌شناسی، زمین‌شناسی و سایر موارد مطالعه می‌شود.
مطالعه خاک رُس و کانی‌های آن، از منظر شیمیایی و فیزیکی از اهمیت بالایی برخوردار است، زیرا آنها از جمله مواد معدنی پرکاربرد هستند که به عنوان مواد اولیه در سرامیک، سفال و …، جاذب‌ها، کاتالیزورها، مواد افزودنی، داروها و مصالح ساختمانی به کار می‌روند.
با توجه به خصوصیات منحصر به فرد مواد معدنی رس از جمله: ساخت لایه لایه در مقیاس نانومتری، امکان جذب سطحی و میزبانی مولکول‌های محلول، توانایی تشکیل پراکندگی کلوئیدی پایدار و امکان اصلاح سطح شیمیایی و اصلاح شیمیایی بین لایه‌ها، مطالعه شیمی خاک رس بسیار مهم است.
بسیاری از زمینه‌ها و حوزه‌های علمی از علوم محیطی گرفته تا مهندسی فرایند شیمیایی، از سفال گرفته تا مدیریت پسماند هسته ای، تحت تأثیر رفتار فیزیکی-شیمیایی مواد معدنی رسی قرار دارند.
ظرفیت تبادل کاتیونی (CEC) آنها از متداول‌ترین کاتیونهای موجود در خاک (+Na+، K +، NH 4 +، Ca 2+، Mg 2) و کنترل pH از اهمیت بالایی برخوردار است و تأثیر مستقیم روی خاک دارد. باروری همچنین در سرنوشت اکثر Ca 2+ که از خشکی (آب رودخانه) به دریاها می‌رسد نقش مهمی دارد. توانایی تغییر و کنترل CEC مواد معدنی رسی ابزاری ارزشمند در تولید جاذبهای انتخابی با کاربردهای متنوع مانند حسگرهای شیمیایی یا مواد تمیز کننده آلودگی برای آبهای آلوده ارائه می‌دهد.
درک واکنش مواد معدنی رسی با آب (درون یابی، جذب، پراکندگی کلوئیدی و غیره) برای صنایع سرامیک ضروری است (به عنوان مثال قابلیت انعطاف‌پذیری و کنترل جریان مخلوط‌های خام سرامیکی). این فعل و انفعالات همچنین بر تعداد زیادی از خصوصیات مکانیکی خاک تأثیر می‌گذارد، که توسط متخصصان مهندسی ساختمان و ساختمان به دقت مورد مطالعه قرار می‌گیرند.
فعل و انفعالات مواد معدنی رس با مواد آلی موجود در خاک، در تثبیت عناصر مواد غذایی، حاصلخیزی خاک و همچنین در تثبیت یا شستشوی سموم دفع آفات و سایر آلاینده‌ها نقش حیاتی دارد. برخی از مواد معدنی رس مانند کائولینیت به عنوان ماده حامل قارچ کش‌ها و حشره کش‌ها استفاده می‌شود.
هوازدگی در بسیاری از انواع سنگ‌ها، مواد معدنی رس را به عنوان یکی از آخرین فراورده‌ها تولید می‌کند. درک این فرایندهای ژئوشیمیایی نیز برای درک تکامل زمین‌شناسی مناظر و خواص ماکروسکوپی سنگها و رسوبات مهم است. وجود مواد معدنی رسی در مریخ، که توسط مدارگرد شناسایی مریخ در سال ۲۰۰۹ کشف شد، یکی دیگر از شواهد مهم وجود آب در کره زمین در دوره‌های زمین‌شناسی قبلی بود.
امکان پراکندگی ذرات معدنی رس ریز مقیاس نانومتری در یک ماتریکسی از پلیمر، با تشکیل یک نانوکامپوزیت غیر آلی-آلی، باعث رشد مجدد گسترده‌ای در مطالعه این مواد معدنی از اواخر دهه ۱۹۹۰ شده‌است.
علاوه بر این، مطالعه شیمی رس نیز از اهمیت زیادی برای صنایع شیمیایی برخوردار است، زیرا بسیاری از مواد معدنی رس به عنوان کاتالیزور، پیش سازهای کاتالیزور یا بسترهای کاتالیزور در تعدادی از فرآیندهای شیمیایی مانند کاتالیزورهای اتومبیل و کراکینگ نفت خام استفاده می‌شوند.